# Campionato nordamericano femminile under 20 di pallavolo 2006
Il campionato nordamericano femminile under 20 di pallavolo 2006 si è svolto dal 21 luglio al 5 agosto 2006 a Monterrey, in Messico: al torneo hanno partecipato otto squadre nazionali Under-20 nordamericane e la vittoria finale è andata per la terza volta, la seconda consecutiva, agli Stati Uniti.

## Impianti
|                                                                        |  |  |
|                                                                        |  |  |
| Nuevo León State Gymnasium Città: Monterrey Capienza: Anno d'apertura: |  |  |

## Regolamento

### Formula
Le squadre hanno disputato una prima fase a gironi con formula del girone all'italiana; al termine della prima fase:
- Le prime tre classificate di ogni girone hanno acceduto alla fase finale per il primo posto, strutturata in quarti di finale, a cui hanno partecipato solo le seconde e le terze classificate, semifinali, finale per il terzo posto e finale.
- Le ultime due classificate di ogni girone hanno acceduto alla finale per il settimo posto.

### Criteri di classifica
In caso di vittoria è prevista l'assegnazione di 2 punti, mentre in caso di sconfitta è prevista l'assegnazione di 1 punto.
L'ordine del posizionamento in classifica è stato definito in base a:
- Punti;
- Ratio dei punti realizzati/subiti;
- Ratio dei set vinti/persi;
- Risultati degli scontri diretti.

## Squadre partecipanti
| Squadra           | Qualificazione      | Ultima partecipazione |
| ----------------- | ------------------- | --------------------- |
| Canada            | -                   | Canada 2004           |
| Costa Rica        | -                   | Debutto               |
| Cuba              | -                   | Canada 2004           |
| Messico           | Paese organizzatore | Canada 2004           |
| Porto Rico        | -                   | Canada 2004           |
| Rep. Dominicana   | -                   | Canada 2004           |
| Stati Uniti       | -                   | Canada 2004           |
| Trinidad e Tobago | -                   | Canada 2004           |

## Torneo
| Girone A          | Girone B    |
| ----------------- | ----------- |
| Cuba              | Canada      |
| Messico           | Costa Rica  |
| Rep. Dominicana   | Porto Rico  |
| Trinidad e Tobago | Stati Uniti |

### Girone A

#### Risultati
| 31 luglio 2006 Nuevo León State Gymnasium, Monterrey Durata: 0h:58 - Spettatori: 150   | Rep. Dominicana   | 3 - 0 | Cuba              | 25-10, 25-18, 25-17              |
| 31 luglio 2006 Nuevo León State Gymnasium, Monterrey Durata: 0h:52 - Spettatori: 1 500 | Messico           | 3 - 0 | Trinidad e Tobago | 25-5, 25-9, 25-13                |
| 1º agosto 2006 Nuevo León State Gymnasium, Monterrey Durata: 1h:03 - Spettatori: 900   | Trinidad e Tobago | 0 - 3 | Rep. Dominicana   | 15-25, 14-25, 4-25               |
| 1º agosto 2006 Nuevo León State Gymnasium, Monterrey Durata: 1h:41 - Spettatori: 3 500 | Messico           | 3 - 1 | Cuba              | 25-19, 21-25, 25-22, 29-27       |
| 2 agosto 2006 Nuevo León State Gymnasium, Monterrey Durata: 1h:03 - Spettatori: 300    | Cuba              | 3 - 0 | Trinidad e Tobago | 25-10, 25-16, 25-9               |
| 2 agosto 2006 Nuevo León State Gymnasium, Monterrey Durata: 2h:22 - Spettatori: 3 000  | Rep. Dominicana   | 3 - 2 | Messico           | 25-23, 25-20, 22-25, 21-25, 15-9 |

#### Classifica
| Pos | Squadra           | Pt | G | V | P | SV | SP | Ratio | PF | PS | Ratio |
| --- | ----------------- | -- | - | - | - | -- | -- | ----- | -- | -- | ----- |
| 1   | Rep. Dominicana   | 6  | 3 | 3 | 0 | 9  | 2  | 4.500 |    |    |       |
| 2   | Messico           | 5  | 3 | 2 | 1 | 8  | 3  | 2.666 |    |    |       |
| 3   | Cuba              | 4  | 3 | 1 | 2 | 4  | 6  | 0.666 |    |    |       |
| 4   | Trinidad e Tobago | 3  | 3 | 0 | 3 | 0  | 9  | 0.000 |    |    |       |

### Girone B

#### Risultati
| 31 luglio 2006 Nuevo León State Gymnasium, Monterrey Durata: 0h:58 - Spettatori: 150  | Canada      | 3 - 0 | Costa Rica  | 25-10, 25-18, 25-17        |
| 31 luglio 2006 Nuevo León State Gymnasium, Monterrey Durata: 1h:14 - Spettatori: 346  | Porto Rico  | 1 - 3 | Stati Uniti | 25-14, 24-26, 25-15, 25-21 |
| 1º agosto 2006 Nuevo León State Gymnasium, Monterrey Durata: 1h:48 - Spettatori: 600  | Canada      | 1 - 3 | Porto Rico  | 25-19, 22-25, 20-25, 13-25 |
| 1º agosto 2006 Nuevo León State Gymnasium, Monterrey Durata: 0h:48 - Spettatori: 475  | Stati Uniti | 3 - 0 | Costa Rica  | 25-4, 25-9, 2-9            |
| 2 agosto 2006 Nuevo León State Gymnasium, Monterrey Durata: 1h:00 - Spettatori: 250   | Costa Rica  | 0 - 3 | Porto Rico  | 11-25, 7-25, 10-25         |
| 2 agosto 2006 Nuevo León State Gymnasium, Monterrey Durata: 1h:37 - Spettatori: 1 700 | Stati Uniti | 3 - 1 | Canada      | 25-20, 24-26, 25-14, 25-15 |

#### Classifica
| Pos | Squadra     | Pt | G | V | P | SV | SP | Ratio | PF | PS | Ratio |
| --- | ----------- | -- | - | - | - | -- | -- | ----- | -- | -- | ----- |
| 1   | Stati Uniti | 6  | 3 | 3 | 0 | 9  | 2  | 4.500 |    |    |       |
| 2   | Porto Rico  | 5  | 3 | 2 | 1 | 7  | 4  | 1.750 |    |    |       |
| 3   | Canada      | 4  | 3 | 1 | 2 | 5  | 6  | 0.833 |    |    |       |
| 4   | Costa Rica  | 3  | 3 | 0 | 3 | 0  | 9  | 0.000 |    |    |       |

### Fase finale
|  | Quarti     | Quarti      |                 |        | Semifinali         | Semifinali         |  |  | Finale 1º/2º posto | Finale 1º/2º posto |
|  |            |             |                 |        |                    |                    |  |  |                    |                    |
|  |            |             |                 |        |                    |                    |  |  |                    |                    |
|  |            |             |                 |        |                    |                    |  |  |                    |                    |
|  | -          | -           |                 |        |                    |                    |  |  |                    |                    |
|  | -          | -           |                 |        |                    |                    |  |  |                    |                    |
|  | -          | -           |                 |        |                    |                    |  |  |                    |                    |
|  | -          | -           | Rep. Dominicana | 3      |                    |                    |  |  |                    |                    |
|  |            |             | Rep. Dominicana | 3      |                    |                    |  |  |                    |                    |
|  |            | Porto Rico  | 1               |        |                    |                    |  |  |                    |                    |
|  | Cuba       | Porto Rico  | 1               | 2      |                    |                    |  |  |                    |                    |
|  | Cuba       |             |                 | 2      |                    |                    |  |  |                    |                    |
|  | Porto Rico | 3           |                 |        |                    |                    |  |  |                    |                    |
|  | Porto Rico | 3           | Rep. Dominicana | 2      |                    |                    |  |  |                    |                    |
|  |            |             | Rep. Dominicana | 2      |                    |                    |  |  |                    |                    |
|  |            | Stati Uniti | 3               |        |                    |                    |  |  |                    |                    |
|  | -          | Stati Uniti | 3               | -      |                    |                    |  |  |                    |                    |
|  | -          |             |                 | -      |                    |                    |  |  |                    |                    |
|  | -          | -           |                 |        |                    |                    |  |  |                    |                    |
|  | -          | -           | Stati Uniti     | 3      | Finale 3º/4º posto | Finale 3º/4º posto |  |  |                    |                    |
|  |            |             | Stati Uniti     | 3      | Finale 3º/4º posto | Finale 3º/4º posto |  |  |                    |                    |
|  |            | Canada      | 0               |        |                    |                    |  |  |                    |                    |
|  | Messico    | Canada      | 0               | 1      | Porto Rico         | 3                  |  |  |                    |                    |
|  | Messico    |             |                 | 1      | Porto Rico         | 3                  |  |  |                    |                    |
|  | Canada     | 3           |                 | Canada | 0                  |                    |  |  |                    |                    |
|  | Canada     | 3           |                 |        | 0                  |                    |  |  |                    |                    |
|  |            |             |                 |        |                    |                    |  |  |                    |                    |
|  |            |             |                 |        |                    |                    |  |  |                    |                    |

#### Finale 7º posto
| 3 agosto 2006 Nuevo León State Gymnasium, Monterrey Durata: 1h:20 - Spettatori: 250 | Costa Rica | 3 - 1 | Trinidad e Tobago | 25-22, 22-25, 25-20, 25-16 |

#### Quarti di finale
| 3 agosto 2006 Nuevo León State Gymnasium, Monterrey Durata: 2h:00 - Spettatori: 1 400 | Porto Rico | 3 - 2 | Cuba   | 22-25, 25-21, 21-25, 25-11, 15-9 |
| 3 agosto 2006 Nuevo León State Gymnasium, Monterrey Durata: 1h:58 - Spettatori: 2 100 | Messico    | 1 - 3 | Canada | 25-23, 23-25, 16-25, 22-25       |

#### Finale 5º posto
| 4 agosto 2006 Nuevo León State Gymnasium, Monterrey Durata: 1h:09 - Spettatori: 1 200 | Cuba | 3 - 0 | Messico | 25-22, 25-21, 25-17 |

#### Semifinali
| 4 agosto 2006 Nuevo León State Gymnasium, Monterrey Durata: 1h:00 - Spettatori: 1 025 | Stati Uniti     | 3 - 0 | Canada     | 25-12, 25-18, 25-21        |
| 4 agosto 2006 Nuevo León State Gymnasium, Monterrey Durata: 1h:55 - Spettatori: 1 800 | Rep. Dominicana | 3 - 1 | Porto Rico | 25-23, 27-25, 19-25, 25-21 |

#### Finale 3º posto
| 5 agosto 2006 Nuevo León State Gymnasium, Monterrey Durata: 1h:24 - Spettatori: 1 300 | Canada | 0 - 3 | Porto Rico | 18-25, 21-25, 23-25 |

#### Finale
| 5 agosto 2006 Nuevo León State Gymnasium, Monterrey Durata: 1h:51 - Spettatori: 3 500 | Stati Uniti | 3 - 2 | Rep. Dominicana | 25-15, 25-23, 20-25, 18-25, 15- 9 |

## Classifica finale
| Pos     | Squadra           |
| ------- | ----------------- |
| Oro     | Stati Uniti       |
| Argento | Rep. Dominicana   |
| Bronzo  | Porto Rico        |
| 4       | Canada            |
| 5       | Cuba              |
| 6       | Messico           |
| 7       | Costa Rica        |
| 8       | Trinidad e Tobago |

|  |  |  | Qualificate al campionato mondiale 2007 |

## Premi individuali
| Premio                 | Nome                             | Squadra                    |
| ---------------------- | -------------------------------- | -------------------------- |
| MVP                    | Bethania de la Cruz              | Rep. Dominicana            |
| Miglior realizzatrice  | Bethania de la Cruz Yarimar Rosa | Rep. Dominicana Porto Rico |
| Miglior attaccante     | Gina Mambrú                      | Rep. Dominicana            |
| Miglior Muro           | Rachel Sánchez                   | Cuba                       |
| Miglior servizio       | Rachel Holloway                  | Stati Uniti                |
| Miglior palleggiatrice | Roselly Pérez                    | Porto Rico                 |
| Miglior ricevitrice    | Xaimara Colón                    | Porto Rico                 |
| Miglior difesa         | Xaimara Colón                    | Porto Rico                 |
| Miglior libero         | Xaimara Colón                    | Porto Rico                 |